# Wayne Brabender
Wayne Donald Brabender Cole (6 de octubre de 1945, Montevideo, Minnesota) es un exjugador de baloncesto español, de origen estadounidense, que disputó dieciséis temporadas en la Liga Nacional y dos en la renovada Liga ACB.

## Carrera

### Universidad
Brabender, nacido en Montevideo (Minnesota), jugó en el instituto Milan High School y después al baloncesto universitario en el 'Willmar Junior College' (ahora llamado 'Ridgewater College') y posteriormente en la Universidad de Minnesota Morris.

### Profesional
Fue elegido en el draft de la NBA de 1967 por Philadelphia Warriors en el puesto 145, pero nunca llegó a jugar en la NBA, ya que Pedro Ferrándiz fue expresamente a Estados Unidos para captar a jóvenes talentos, y le hablaron de Brabender.
Llegó al Real Madrid con 21 años recién salido de la universidad, para en un principio coger experiencia y regresar a Estados Unidos. Con dificultades en su primer curso, el 1967-68, no logró la estabilidad necesaria al tener ya ocupada el club la única ficha permitida para extranjeros con Miles Aiken. Inscrito únicamente en Copa de Europa, finalizó como subcampeón en el torneo continental tras perder ante el CSKA de Moscú por 103-99, que impidió el tercer título consecutivo de los madrileños, vigentes dominadores con cuatro títulos y siete finales en ocho años. Ante tal situación decide nacionalizarse español, y convocado con la selección española para el Europeo de 1969 se lesionó de gravedad al romperse el menisco y los ligamentos de la rodilla, recuperación que le mantuvo casi un año parado. Regresó a la competición el 20 de febrero de 1970 ante el Akademik de Sofía en la Copa de Europa. Lejos de su mejor forma, pocos días después se rompió un dedo del pie, del que pudo recuperarse a tiempo de finalizar la temporada con un puñado de partidos disputados, el último de ellos el 19 de marzo, que supuso su segundo título de Liga.
En el Real Madrid estuvo hasta la temporada 1982-83, y con el que ganó 13 ligas, 7 Copas, 4 Copas de Europa, 3 Intercontinentales y 1 Mundial de Clubes.
En 1983 fichó por dos temporadas con Club Deportivo Cajamadrid, tras establecerse la Liga ACB en sustitución de la hasta entonces Liga Nacional organizada por la Federación Española de Baloncesto.
Su principal virtud era su tiro exterior, por el que ha pasado a la historia de la Liga y de la selección española, así como de la Copa de Europa, como uno de los mejores jugadores ofensivos de las décadas de los años 1960 y 1970.
Al finalizar su larga carrera como jugador profesional en España, empezó la de entrenador.

### Selección nacional
Fue internacional con la selección española 190 partidos.
Nombrado mejor jugador del Eurobasket de Barcelona (1973), en el que España obtuvo la medalla de plata.
Como entrenador fue asistente técnico de Antonio Díaz-Miguel en la selección absoluta y obtuvo la medalla de oro con la selección Sub-22.

## Vida personal
Se casó con una española. Su hijo, David Brabender, nacido en 1970, también ha jugado en la liga ACB.

## Logros y reconocimientos

### Club
- 13 Ligas Españolas: (1968, 1969, 1970, 1971, 1972, 1973, 1974, 1975, 1976, 1977, 1979, 1980, 1982).
- 7 Copas del Generalísimo: (1970, 1971, 1972, 1973, 1974, 1975, 1977).
- 4 Copas de Europa: (1968, 1974, 1978, 1980).
- 4 Copas Intercontinentales: (1976, 1977, 1978, 1981).

### Individual
- MVP del EuroBasket (1973).

### Honores
- 5 veces All-Star de la FIBA (1974, 1975, 1976, 1979, 1980).
- En 1991, fue incluido en la lista de los 50 mejores jugadores FIBA.
- El 3 de febrero de 2008, fue incluido en la lista de los 50 mayores colaboradores de la Euroliga.[7]
- Hall of Fame del Baloncesto Español (2024)